# Вигуццоло
Вигуццоло (итал. Viguzzolo) — коммуна в Италии, располагается в регионе Пьемонт, в провинции Алессандрия.
Население составляет 2999 человек (2008 г.), плотность населения составляет 164 чел./км². Занимает площадь 18 км². Почтовый индекс — 15058. Телефонный код — 0131.
В коммуне 8 сентября особо празднуется Рождество Пресвятой Богородицы.

## Демография
Динамика населения:

## Администрация коммуны
- Официальный сайт: http://www.comune.viguzzolo.al.it/ Архивная копия от 21 апреля 2003 на Wayback Machine